# Titagarh

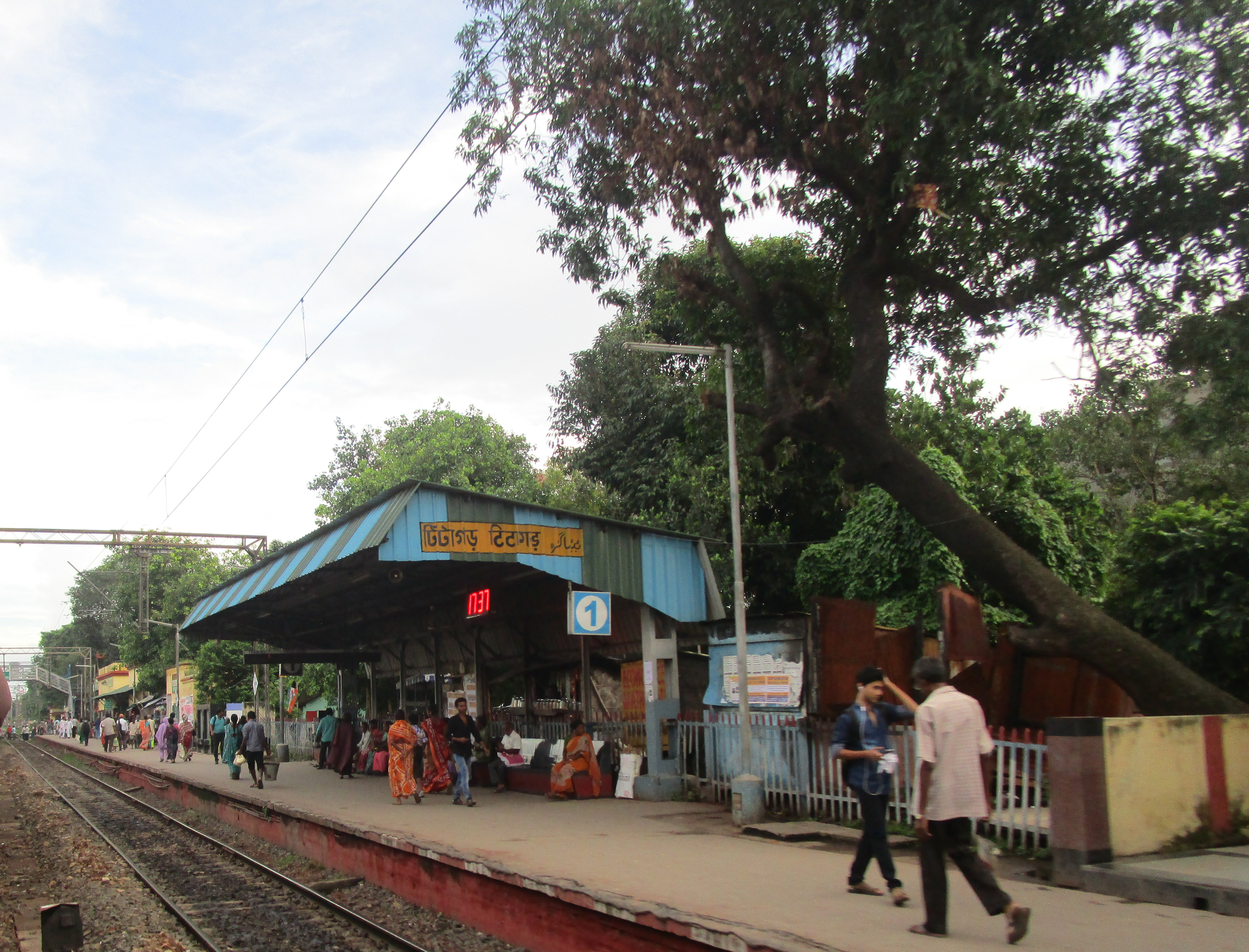
Uma ferrovia em titagarh

Titagarh é uma cidade e um município no distrito de North 24 Parganas, no estado indiano de Bengala Ocidental.

## Geografia
Titagarh está localizada a 22° 44′ N, 88° 22′ L. Tem uma altitude média de 15 metros (49 pés).

## Demografia
Segundo o censo de 2001, Titagarh tinha uma população de 124 198 habitantes. Os indivíduos do sexo masculino constituem 57% da população e os do sexo feminino 43%. Titagarh tem uma taxa de literacia de 67%, superior à média nacional de 59,5%: a literacia no sexo masculino é de 74% e no sexo feminino é de 57%. Em Titagarh, 10% da população está abaixo dos 6 anos de idade.